# Bowie bigbrother
Bowie bigbrother is een spinnensoort uit de familie van de kamspinnen (Ctenidae). De wetenschappelijke naam van de soort werd voor het eerst geldig gepubliceerd in 2022 door Jäger.
De soort komt voor in Vietnam.

## Etymologie
De soort is vernoemd naar het nummer Big Brother van David Bowie.